# 塞吉歐·李昂尼
塞吉歐·李昂尼（義大利語：Sergio Leone，1929年1月3日—1989年4月30日）為知名意大利導演、編劇、製片人，自1964年起連續三年連拍三部「鏢客系列」義大利式西部片而大受世界影迷歡迎。
雖然李昂尼只親自導演過七部電影（其餘創作身份大多為編劇、製片人與副導演），但他對世界影壇的影響極為深遠，特別是動作片與犯罪片類型電影及導演，著名香港導演吳宇森與美國導演馬丁·史柯西斯即是。
李昂尼於1989年完成初步企劃拍攝第二次世界大戰德國國防軍包圍俄羅斯列寧格勒900天的宏偉史詩戰爭片時過勞逝世。

## 執導作品

### 处女作
- 1961年：《羅得島巨像》（Il colosso di Rodi），影片取材自罗得岛太阳神铜像毁灭的传说故事，是一部讲述罗德岛义士在希腊英雄达里奥的带领下击退腓尼基人入侵的史诗巨作。

### 鏢客三部曲
- 1964年：《荒野大鏢客》（A Fistful of Dollars）
- 1965年：《黃昏雙鏢客》（For a Few Dollars More）
- 1966年：《黃金三鏢客》（The Good, the Bad and the Ugly）

### 美國三部曲
- 1968年：《西部往事》（Once Upon a Time in the West）
- 1971年：《革命往事（義大利語：Giù la testa）》（A Fistful of Dynamite / Once Upon a Time... the Revolution）
- 1984年：《美国往事》（Once Upon a Time in America）

## 外部連結
- Sergio Leone在互联网电影资料库（IMDb）上的資料（英文）
- 在AllMovie上Sergio Leone的頁面（英文）